# Sint-Petrus-en-Pauluskerk (Bachte)

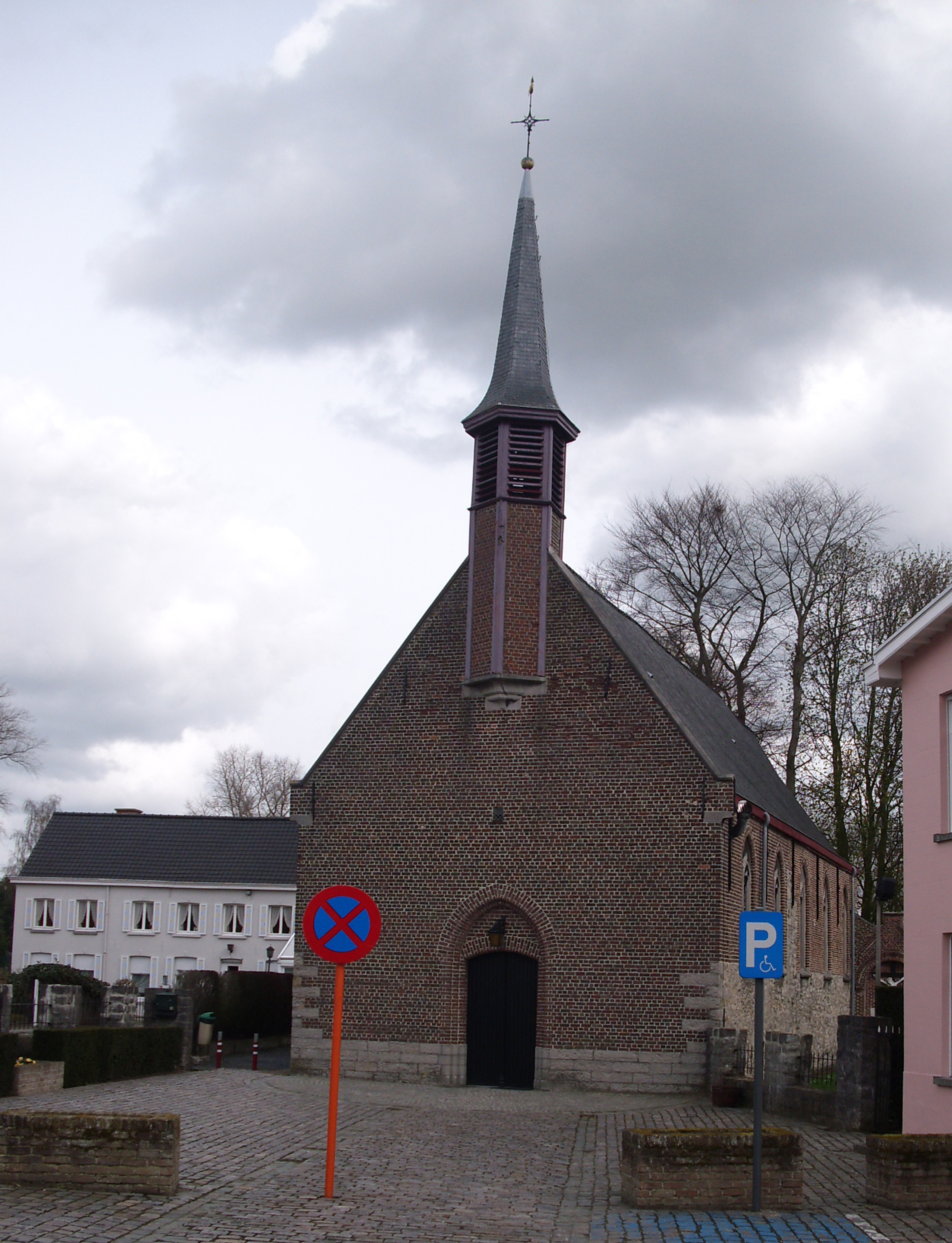
Sint-Petrus-en-Pauluskerk

De Sint-Petrus-en-Pauluskerk is de parochiekerk van de tot de Oost-Vlaamse gemeente Deinze behorende plaats Bachte, gelegen aan de Bachtekerkstraat.

## Geschiedenis
In 1330 werd voor het eerst van een kerkgebouw melding gemaakt, maar resten in Doornikse steen van een romaanse kerk van de 11e en 12e eeuw zijn nog aanwezig. In de 15e eeuw werd een gotisch koor aangebouwd in baksteen. In de 18e eeuw werd de bovenzijde van de noord- en zuidgevel, die in Doornikse steen was uitgevoerd, herbouwd in baksteen.
Van 1900-1902 werd de kerk vergroot, waarbij de romaanse westgevel werd gesloopt en de kerk met twee traveeën in westelijke richting werd verlengd. De 18e-eeuwse vensters werden door neogotische vensters vervangen. Ook werd het klokkentorentje verplaatst naar de nieuwe westgevel.
In 1976 werd een klein carillon geplaatst.
Van november 2019 - november 2020 werd er een renovatie gepland.

## Gebouw
Het betreft een georiënteerde zaalkerk op de linkeroever van de Leie. De kerk is gedekt door een zadeldak met daarop aan de westgevel een zeshoekig klokkentorentje. Oude delen van de vroegere romaanse kerk zijn nog aanwezig, evenals het gotisch koor.

## Interieur
Het hoofdaltaar is in rococostijl en is evenals het aan Onze-Lieve-Vrouw gewijde noordelijk zijaltaar, en het zuidelijk aan het Heilig Hart gewijde, zijaltaar, vervaardigd in de 18e eeuw. Het hoofdaltaar draagt een schilderij dat Sint-Petrus voorstelt en van omstreeks 1700 is. Het doopvont is 16e-eeuws met 18e-eeuws koperen deksel. Het koorgestoelte is van 1666. De biechtstoel is van 1796 en de preekstoel van omstreeks 1800.